# Cortland (Ohio)
Pour les articles homonymes, voir Cortland.
Cortland est une localité du comté de Trumbull, dans l’Ohio, aux États-Unis.